# Odontocymbiola
Odontocymbiola es un género de gasterópodo marino de la subfamilia Cymbiinae de la familia Volutidae, que corresponde a las conocidas comúnmente como volutas.

## Descripción
Tienen rádula uniseriada, con cúspides en forma de colmillos, con placa basal y tres cúspides formando arco, aunque no en el mismo plano. Los anfractos moderadamente convexos. La superficie suele ser relativamente desnuda, con líneas en zig-zag.

## Especies
Las especies dentro del género Odontocymbiola incluyen:
- Odontocymbiola americana (Reeve, 1856)
- Odontocymbiola diannae T. Cossignani, Allary y PG Stimpson, 2021
- Odontocymbiola magellanica (Gmelin, 1791)
- Odontocymbiola pescalia Clench & Turner, 1964
- Odontocymbiola simulatrix Leal & Bouchet, 1989